# Дрокур (Па де Кале)
Дрокур (фр. Drocourt) насеље је и општина у североисточној Француској у региону Север-Па д Кале, у департману Па де Кале која припада префектури Арас.
По подацима из 2011. године у општини је живело 2988 становника, а густина насељености је износила 878,82 становника/km². Општина се простире на површини од 3,4 km². Налази се на средњој надморској висини од 41 метар (максималној 68 m, а минималној 39 m).

## Демографија
| 1962. | 1968. | 1975. | 1982. | 1990. | 1999. | 2011. |
| ----- | ----- | ----- | ----- | ----- | ----- | ----- |
| 2.247 | 2.361 | 3.035 | 3.458 | 3.341 | 3.104 | 2.988 |

График промене броја становника у току последњих година